# Jacobus Teunis Doornenbal

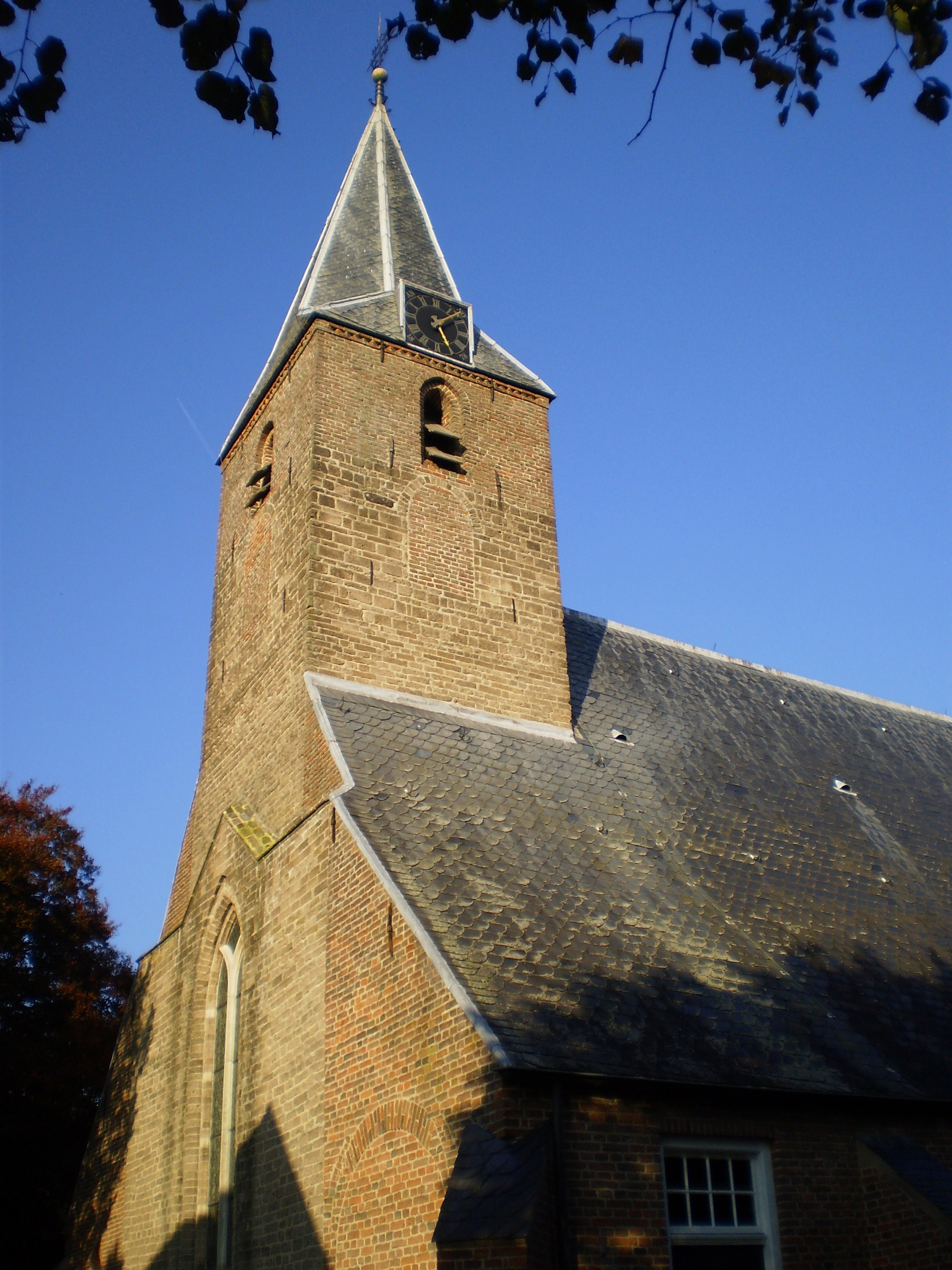
Hervormde Kerk van Oene

Jacobus Teunis Doornenbal (Doorn, 29 november 1909 - Oene, 16 april 1975) was een bevindelijk gereformeerd Nederlands predikant in de Nederlandse Hervormde Kerk. 
Co Doornenbal werd op 29 november 1909 in Doorn geboren in een hervormd gezin. Na het gymnasium studeerde hij theologie aan de Rijksuniversiteit Utrecht. Hij begon zijn loopbaan als hervormd predikant in Woubrugge, waar hij stond van 1935 tot 1939. Daarna stond hij van 1939 tot 1946 in Kesteren (Neder-Betuwe). Zijn derde en laatste predikantsplaats was het Gelderse dorp Oene, waar hij tot 1973 arbeidde.
In Kesteren waren tijdens de Tweede Wereldoorlog alle kerkgebouwen verwoest. De twee hervormde gemeenten, de gereformeerde gemeente en de oud gereformeerde gemeente hielden op zondagen gezamenlijke kerkdiensten in de veilinghal van Opheusden. In de ene dienst ging ds. Doornenbal voor, die toen in Kesteren stond, in de andere ds. Dorrestein van de gereformeerde gemeente van Opheusden. 
Doornenbal verkreeg zijn eerste bekendheid vooral door de bijdragen die hij tussen 1946 en 1973 schreef in de Hervormde Kerkbode in de classis Harderwijk onder het kopje Gemeentenieuws van Oene. Ook zijn preken maakten indruk bij veel mensen, waardoor de gemeente van Oene veel mensen aantrok, van vrijzinnig tot orthodox. Het kerkgebouw was al snel te klein en vanaf 1948 werden elke zondag drie diensten gehouden in afwachting van de vergroting van de dorpskerk in 1951. Doornenbal kreeg in de loop der jaren meer dan 150 beroepen.
In de jaren 1950 verscheen in het Gereformeerd Weekblad van de hand van Doornenbal een serie artikelen over leven en werk van Wulfert Floor, wiens preken hij grondig bestudeerde. Ook publiceerde hij over de Schotse predikanten Andrew Gray, Ebenezer Erskine, Alexander Comrie en Ralph Erskine. 
Doornenbal trok zich weinig aan van kerkmuren en bouwde in de loop der jaren een bijna onaantastbare positie op. Vanwege een hersenziekte ging hij in 1973 met vervroegd emeritaat. Reeds twee jaar later overleed hij op 65-jarige leeftijd.